# كهف منفرد

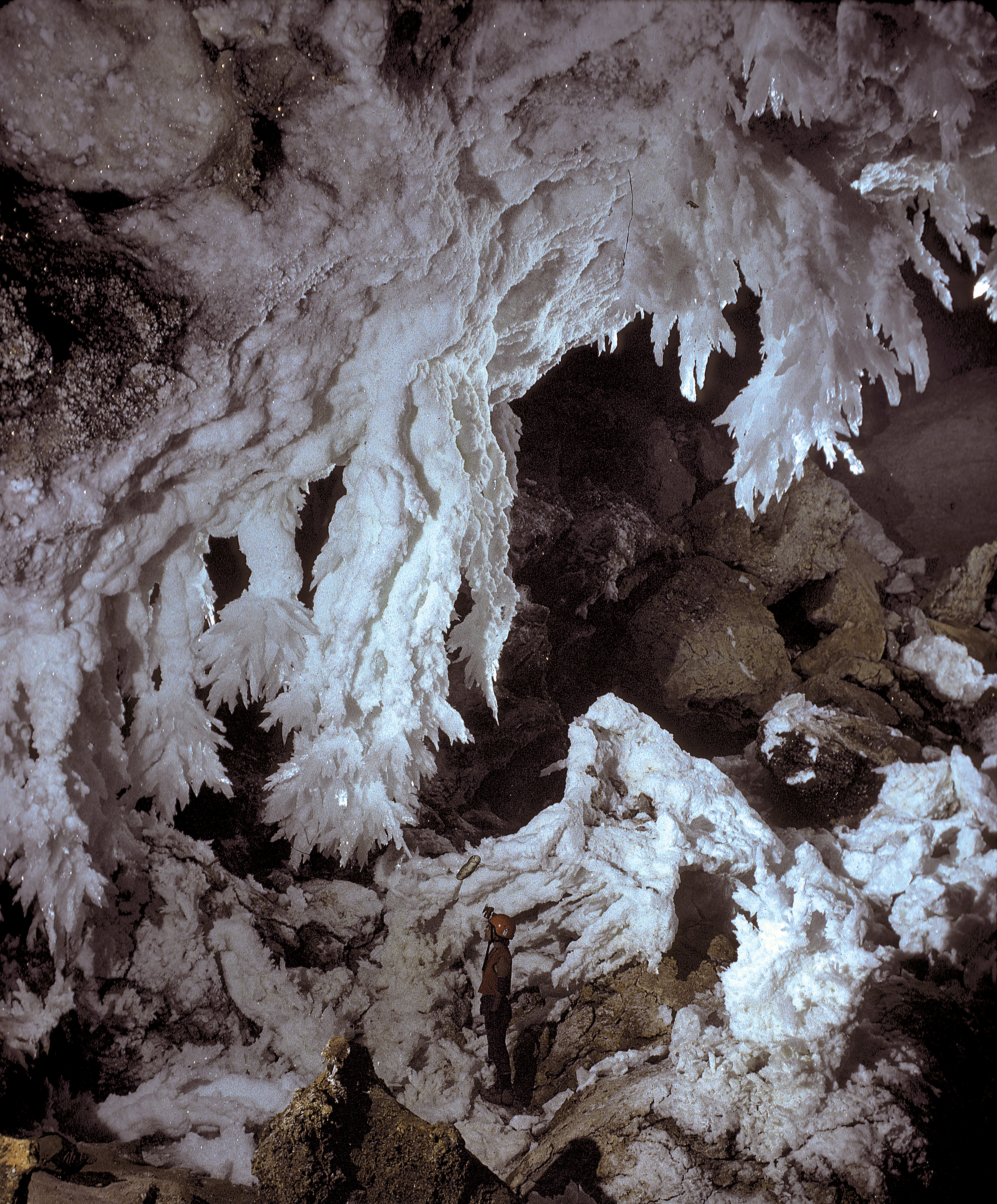
مقرنصات الجبس في كهف تشكلت عبر إنحلال حمض الكبريتيك كهف "Lechuguilla"، في نيو مكسيكو

الكهف المنفرد أو كهف المحلول أو الكهف الكارستي هو كهف يتكون عادة في الحجر الجيري الصخري القابل للذوبان. إنه أكثر أنواع الكهوف شيوعًا. ويمكن أن تتكون أيضًا في صخور أخرى، بما في ذلك الطباشير والدولوميت والرخام وأحواض الملح والجبس.